# Sökkvabekkr

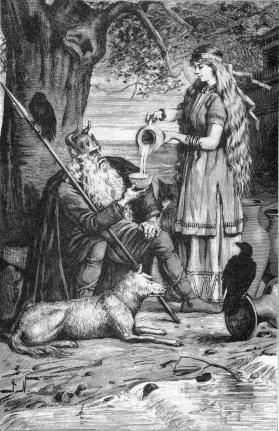
Sága servant à Odin une boisson dans une coupe d'or dans une illustration de 1893 par Jenny Nyström.

Dans la mythologie nordique, Sökkvabekkr ou Sœkkvabekk (vaisseau qui sombre, ou encore banc du destructeur ) est la vaste résidence de Sága, la déesse des contes et légendes. Son nom peut aussi désigner poétiquement la lune, par référence à l'enlèvement de Bil et Hjúki. Elle se dresse parmi le flot des vagues froides, Odin et Sága s'y rendant chaque jour pour y boire joyeusement dans des coupes d'or.

## Dans les textes
Dans le poème de l'Edda poétique Grímnismál, Sökkvabekkr est le quatrième palais à être présenté dans une série de strophes décrivant les résidences de divers dieux. Dans ce poème, Odin (déguisé en Grímnir) dit au jeune Agnar qu'Odin et Sága y boivent joyeusement dans des tasses d'or alors que les vagues résonnent.